# 1847 في ألمانيا
فيما يلي قوائم الأحداث التي وقعت خلال عام 1847 في ألمانيا.

## كتب
من الكتب التي صدرت هذه السنة في ألمانيا:
- 1 يناير – مبادئ الشيوعية من تأليف فريدريك إنجلز.

## مواليد

### فبراير
- 23 فبراير – صوفي شارلوت دوقة بافاريا

### مارس
- 4 مارس – هنري فريدريك كونراد ساندر
- 8 مارس – كارل باش
- 15 مارس – فريتز وولف مهندس معماري ألماني.
- 19 مارس – يوهان ماريا هيلدبراند

### يوليو
- 20 يوليو – ماكس ليبرمان رسام ألماني.
- 25 يوليو – فردريش ولهلم كرانزلن عالم نبات ألماني.

## وفيات

### فبراير
- 11 فبراير – فيليب بروك (مواليد 1781) عالم نبات ألماني.

### أبريل
- 2 أبريل – كارل فيليب هاينريش بيستور (مواليد 1778) عالم فلك ألماني.
- 21 أبريل – فريدريش فون غارتنر (مواليد 1791) مهندس معماري ألماني.

### مايو
- 14 مايو – فاني مندلسون (مواليد 1805)

### نوفمبر
- 4 نوفمبر – فيلكس مندلسون (مواليد 1809)